# Ronde van Frankrijk 1978
| Route van de Ronde van Frankrijk 1978. |                         |              |
| Eindklassement                         |                         |              |
| Algemeen klassement                    | Bernard Hinault         | 112h 03' 02" |
| Tweede                                 | Joop Zoetemelk          | + 3' 56"     |
| Derde                                  | Joaquim Agostinho       | + 6' 54"     |
| Vierde                                 | Joseph Bruyère          | + 9' 04"     |
| Vijfde                                 | Christian Seznec        | + 12' 50"    |
| Zesde                                  | Paul Wellens            | + 14' 38"    |
| Zevende                                | Francisco Galdos        | + 17' 08"    |
| Achtste                                | Henk Lubberding         | + 17' 26"    |
| Negende                                | Lucien Van Impe         | + 21' 01"    |
| Tiende                                 | Mariano Martínez        | + 22' 58"    |
| Rode Lantaarn                          | Philippe Tesnière (78e) | + 3h 52' 26" |
| Puntenklassement                       | Freddy Maertens         | 242 punten   |
| Tweede                                 | Jacques Esclassan       | 189 punten   |
| Derde                                  | Bernard Hinault         | 123 punten   |
| Bergklassement                         | Mariano Martínez        | 187 punten   |
| Tweede                                 | Bernard Hinault         | 176 punten   |
| Derde                                  | Joop Zoetemelk          | 155 punten   |
| Jongerenklassement                     | Henk Lubberding         | 112h 20' 28" |
| Tweede                                 | Sven-Åke Nilsson        | + 5' 34"     |
| Derde                                  | René Bittinger          | + 36' 21"    |
| Ploegenklassement                      | Miko-Mercier            | -            |
| Tweede                                 | TI-Raleigh              | -            |
| Derde                                  | KAS                     | -            |

De 65e editie van de Ronde van Frankrijk ging van start op 29 juni 1978 in Leiden en eindigde op 23 juli in Parijs. Er stonden 110 renners verdeeld over 11 ploegen aan de start.
Er was een tussenfinish in St. Willebrord in aanwezigheid van Corry Konings en twee missen. Het tweede startschot werd gegeven door de zanger Jack Jersey.
- Aantal ritten: 22
- Totale afstand: 3908 km
- Gemiddelde snelheid: 36.084 km/u
- Aantal deelnemers: 110
- Aantal uitgevallen: 32

## Belgische en Nederlandse prestaties
Er namen 20 Belgen en 8 Nederlanders deel aan de Tour van 1978.

### Belgische etappezeges
- Walter Planckaert won de 2e etappe van St. Willebrord naar Brussel
- Freddy Maertens won de 5e etappe van Caen naar Mazé-Montgeoffroy, de 7e etappe van Piotiers naar Bordeaux
- Paul Wellens won de 13e etappe van Figeac naar Super-Besse
- Marc Demeyer won de 19e etappe van Lausanne naar Belfort

### Nederlandse etappezeges
- Jan Raas won de proloog in Leiden, de 1e etappe deel A van Leiden naar St. Willebrord en de 21e etappe van Épernay naar Senlis
- Henk Lubberding won de 10e etappe van Biarritz naar Pau
- Joop Zoetemelk won de 14e etappe van Besse-en-Chandresse naar Puy-de-Dôme
- Hennie Kuiper won de 16e etappe van Saint-Étienne naar l'Alpe d'Huez, nadat Michel Pollentier door een poging tot dopingfraude was gediskwalificeerd
- Gerrie Knetemann won de 18e etappe van Morzine naar Lausanne en de 22e etappe van Saint-Germain-en-Laye naar Parijs
- De Nederlandse Ti-Raleigh ploeg won de 4e etappe: de ploegentijdrit van Evreux naar Caen

## Etappes
- Proloog Leiden:  Jan Raas (rit telde niet mee voor het eindklassement vanwege de weersomstandigheden)
- 1ae Etappe Leiden - St. Willebrord:  Jan Raas
- 1be Etappe St. Willebrord - Brussel:  Walter Planckaert
- 2e Etappe Brussel - Saint-Amand-les-Eaux:  Jacques Esclassan
- 3e Etappe Saint-Amand-les-Eaux - Saint-Germain-en-Laye:  Klaus-Peter Thaler
- 4e Etappe Évreux - Caen:  TI-Raleigh
- 5e Etappe Caen - Mazé:  Freddy Maertens
- 6e Etappe Mazé - Poitiers:  Sean Kelly
- 7e Etappe Poitiers - Bordeaux:  Freddy Maertens
- 8e Etappe Saint-Émilion - Sainte-Foy-la-Grande:  Bernard Hinault
- 9e Etappe Bordeaux - Biarritz:  Miguel María Lasa
- 10e Etappe Biarritz - Pau:  Henk Lubberding
- 11e Etappe Pau - Saint-Lary-Soulan:  Mariano Martínez
- 12ae Etappe Tarbes - Valence: niet gereden in verband met staking
- 12be Etappe Valence - Toulouse:  Jacques Esclassan
- 13e Etappe Figeac - Super Besse:  Paul Wellens
- 14e Etappe Besse-et-Saint-Anastaise - Puy-de-Dôme:  Joop Zoetemelk
- 15e Etappe Saint-Dier-d'Auvergne - Saint-Étienne:  Bernard Hinault
- 16e Etappe Saint-Étienne - l'Alpe d'Huez:  Hennie Kuiper
- 17e Etappe Grenoble - Morzine:  Christian Seznec
- 18e Etappe Morzine - Lausanne:  Gerrie Knetemann
- 19e Etappe Lausanne - Belfort:  Marc Demeyer
- 20e Etappe Metz - Nancy:  Bernard Hinault
- 21e Etappe Épernay - Senlis:  Jan Raas
- 22e Etappe Saint-Germain-en-Laye - Parijs:  Gerrie Knetemann

 winnaars gele trui · 
 puntenklassement · 
 bergklassement · 
 jongerenklassement · 
 tussensprintklassement · 
 combinatieklassement · 
 ploegenklassement · 
 strijdlust · 
rode lantaarn
records · meeste deelnames · ranglijst etappewinnaars · bekende beklimmingen · valpartijen · dopinggevallen · Grand Départ · Souvenir Henri Desgrange
1903 · 
1904 · 
1905 · 
1906 · 
1907 · 
1908 · 
1909 · 
1910 · 
1911 · 
1912 · 
1913 · 
1914 ·
1915 ·
1916 ·
1917 ·
1918 · 
1919 · 
1920 · 
1921 · 
1922 · 
1923 · 
1924 · 
1925 · 
1926 · 
1927 · 
1928 · 
1929 · 
1930 · 
1931 · 
1932 · 
1933 · 
1934 · 
1935 · 
1936 · 
1937 · 
1938 · 
1939 · 
1940 ·
1941 ·
1942 ·
1943 ·
1944 ·
1945 ·
1946 ·
1947 · 
1948 · 
1949 · 
1950 · 
1951 · 
1952 · 
1953 · 
1954 · 
1955 · 
1956 · 
1957 · 
1958 · 
1959 · 
1960 · 
1961 · 
1962 · 
1963 · 
1964 · 
1965 · 
1966 · 
1967 · 
1968 · 
1969 · 
1970 · 
1971 · 
1972 · 
1973 · 
1974 · 
1975 · 
1976 · 
1977 · 
1978 · 
1979 · 
1980 · 
1981 · 
1982 · 
1983 · 
1984 · 
1985 · 
1986 · 
1987 · 
1988 · 
1989 · 
1990 · 
1991 · 
1992 · 
1993 · 
1994 · 
1995 · 
1996 · 
1997 · 
1998 · 
1999 · 
2000 · 
2001 · 
2002 · 
2003 · 
2004 · 
2005 · 
2006 · 
2007 · 
2008 · 
2009 · 
2010 · 
2011 · 
2012 · 
2013 · 
2014 · 
2015 · 
2016 · 
2017 · 
2018 · 
2019 ·
2020 · 
2021 · 
2022 · 
2023 · 
2024 · 
2025